# Propriété (T) de Kazhdan
En mathématiques, et plus précisément en théorie des groupes topologiques, un groupe localement compact est réputé avoir la propriété (T) ou propriété de Kazhdan si chacune de ses représentations unitaires ayant « presque » des vecteurs invariants possède un vecteur invariant non nul. Cette propriété, formalisée par David Kazhdan en 1967, peut être vue comme opposée à la moyennabilité.

## Définition
Soient G un groupe topologique, 𝓗 un espace de Hilbert, {\displaystyle {\mathcal {U}}({\mathcal {H}})} le groupe de tous les opérateurs unitaires de 𝓗 dans lui-même, et π : G ⟶ 𝓤(𝓗) un morphisme de groupes. Si toutes les applications de G dans 𝓗, définies par {\displaystyle g\longmapsto \pi (g)\xi } pour {\displaystyle \xi \in } 𝓗 fixé, sont continues, alors {\displaystyle \pi } est appelé une représentation unitaire de G.
Pour ε > 0 et Q une partie compacte de G, un vecteur unitaire ξ est dit (ε, Q)-invariant par π si pour tout g ∈ Q, ‖π(g)ξ - ξ‖ ⩽ ε. On dit que π possède presque des vecteurs invariants s’il existe un vecteur unitaire (ε, Q)-invariant par π pour toute paire ε > 0, Q compact.
Si G est localement compact, il est dit avoir la propriété (T) si toute représentation unitaire de G possédant presque des vecteurs invariants laisse stable un vecteur non nul.

## Propriétés
La propriété (T) est liée à la moyennabilité par le théorème suivant :
Théorème — Soit G un groupe topologique localement compact. Les deux assertions suivantes sont équivalentes :
- G est moyennable et a la propriété (T).
- G est compact.

Dans ce sens, la propriété (T) peut être vue comme opposé à la moyennabilité. Par exemple, comme tous les groupes abéliens sont moyennables,  les groupes  {\displaystyle \mathbb {R} ^{n}} et  {\displaystyle \mathbb {Z} ^{n}}, qui ne sont pas compacts, ne peuvent pas avoir la propriété (T).    